# Genocidul din Rwanda

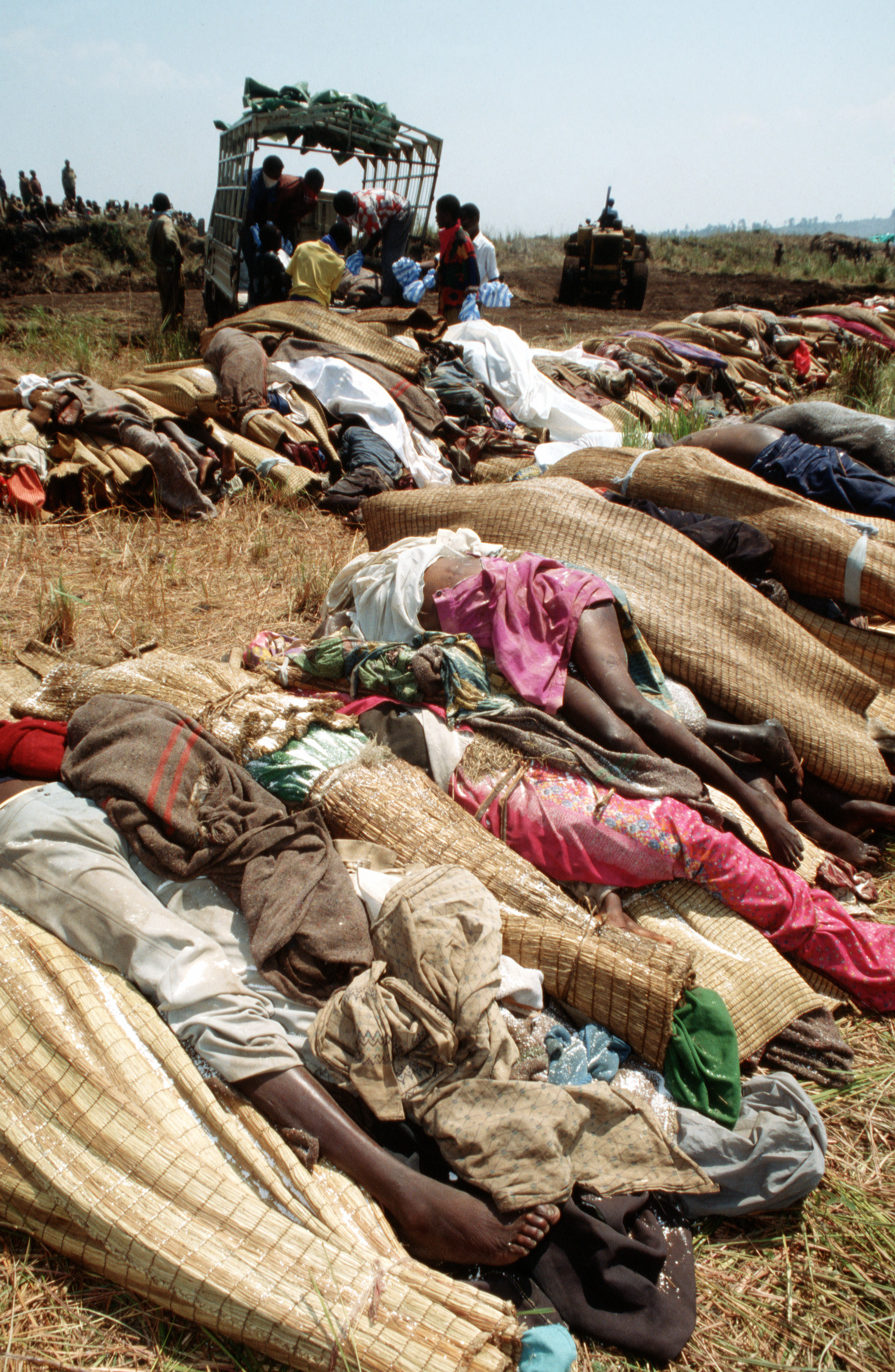
Cadavre în urma genocidului

Genocidul din Rwanda a fost o crimă împotriva umanității, în care au fost masacrați între 800.000 - 1 milion de etnici Tutsi și etnici Hutu moderați. Genocidul a fost săvârșit într-o perioadă de 100 de zile (7 aprilie - mijlocul lui iulie 1994) de către două miliții hutu, Interahamwe și Impuzamugambi, în urma revoltei populației hutu împotriva etniei tutsi.
Genocidul s-a putut întâmpla și din cauza pasivității comunității internaționale, deși în acel moment în Rwanda era staționată o misiune de pace (UNAMIR), sub egida Națiunilor Unite. Masacrarea etnicilor tutsi s-a declanșat după ce la 6 aprilie 1994, avionul în care se afla președintele Rwandei din acel moment, Juvénal Habyarimana, și președintele Burundi-ului, ambii etnici hutu, s-a prăbușit în condiții neelucidate, lângă capitala Kigali.

## O țară măcinată de conflicte etnice
Rwanda este o mică țară din centrul Africii cu o suprafață apropiată de cea a Belgiei. Populația Rwandei de aproximativ 11 milioane de locuitori face din aceasta statul african cu cea mai mare densitate a populației. Populația este compusă din trei etnii Hutu, Tutsi (formată din „păstori de tip etiopid”, ce ieșeau în evidență prin tenul mai deschis și talia longilină, ei atingând frecvent înălțimea de doi metri) și Twa (formată din pigmei), aceasta din urmă reprezentând un procent foarte mic de sub 1%. Etnicii hutu sunt cei mai numeroși ei reprezentând aproximativ 84% din populație, restul de 15% fiind format din etnicii tutsi. 
Deși vorbesc aceeași limbă, împart același pământ și respectă aceleași tradiții, conflictul etnic dintre Hutu și Tutsi nu reprezintă ceva nou. Au existat mereu dezacorduri între majoritarii Hutu și minoritarii Tutsi, animozitatea dintre aceștia crescând foarte mult în perioada colonială. Etnia Tutsi a reprezentat clasa conducătoare, regii și conducătorii provenind din această etnie, în timp ce Hutu erau agricultori.
Coloniștii belgieni au considerat etnia tutsi ca fiind superioară celorlalte două dându-le acestora slujbe mai bune și asigurându-le o educație mai avansată. Acțiunea din 1935 prin care autoritățile belgiene au introdus cărți de identitate care clasificau populația în Hutu, Tutsi și Twa nu a făcut decât să alimenteze conflictul etnic existent. După încheierea celui de-al Doilea Război Mondial, Belgia a continuat să conducă Rwanda cu mandat din partea ONU, dar a renunțat la susținerea oferită etnicilor tutsi. În anii ce au urmat au avut loc o serie de conflicte ce culminează în 1959 cu uciderea de către etnici hutu a 20.000 de etnici tutsi și cu fuga din țară a altor câteva zeci de mii care se refugiază în statele vecine. Belgia intervine pentru a stopa conflictele și acordă Rwandei independența în 1962.
În 1973 puterea este preluată de Juvenal Habyarimana, etnic hutu, care devine președinte și care încearcă o serie de reforme continuând o politică de discriminare pro-hutu. Însă, în afara granițelor, refugiații tutsi formează Frontul Patriotic din Rwanda (RPF) condus de Paul Kagame, care în 1990 invadează Rwanda, dând naștere unui război civil. Beneficiind de ajutorul Franței și a fostei republici Zair, forțele guvernamentale reușesc să țină piept invaziei. După aproape doi ani și jumătate de război, în care niciuna dintre părți nu reușește o victorie clară, au început o serie de întâlniri pentru încetarea ostilităților și pentru semnarea unui tratat de pace.

## Legături externe
- Genocidul din Rwanda: atunci când oamenii devin mai răi decât demonii
- David Marius, https://www.academia.edu/31600322/LUCRARE_DE_DIZERTATIE_ANALIZA_CONFLICTULUI_DIN_RWANDA